# Walvis Bay-Stadt
Walvis Bay-Stadt (englisch Walvis Bay Urban) ist ein Wahlkreis in der namibischen Region Erongo und entspricht weitgehend dem Stadtgebiet von Walvis Bay mit Ausnahme des Umlands. So gehört beispielsweise der Stadtteile Langstrand zum umliegenden Wahlkreis Walvis Bay Land (englisch Walvis Bay Rural). Auf einer Fläche von 19 Quadratkilometer leben 35.500 (Stand 2011) Menschen. Damit zählt Walvis Bay Stadt zu den bevölkerungsreichsten Wahlkreisen Namibias.

## Wahlen
| Wahl | Name            | Partei | Stimmenanteil |
| ---- | --------------- | ------ | ------------- |
| 1992 | Wilfried Emvula | SWAPO  | 90,4 %        |
| 1998 | Wilfried Emvula | SWAPO  | 64,4 %        |
| 2004 | Hafeni Ndemula  | SWAPO  | 88,1 %        |
| 2010 | Hafeni Ndemula  | SWAPO  | 84,4 %        |
| 2015 | Hafeni Ndemula  | SWAPO  | 85,1 %        |
| 2020 | Deriou Benson   | IPC    | 50,8 %        |